# Vincent Tshomba Shamba Kotsho
Vincent Tshomba Shamba Kotsho (ur. 22 stycznia 1963 w Kinszasie) – kongijski duchowny rzymskokatolicki, biskup pomocniczy kinszaski w latach 2020–2022, biskup diecezjalny Tshumbe od 2022.

## Życiorys
Vincent Tshomba Shamba Kotsho urodził się 22 stycznia 1963 w Kinszasie. Studiował filozofię w seminarium św. Kaggwy (1981–1984) oraz teologię w Wyższym Seminarium Duchownym św. Jana XXIII w latach 1985–1989 w Kinszasie. Święcenia prezbiteratu przyjął 1 sierpnia 1990.
Po święceniach piastował następujące stanowiska: 1990–1994: wikariusz parafii św. Augustyna; 1994–1996: wikariusz parafii św. Andrzeja; 1996–1997: proboszcz parafii św. Frédérica; 1996–2003: proboszcz parafii Mama wa Bosawa; 2003–2008: proboszcz parafii św. Marka i dziekan; 2008–2014: proboszcz św. Augustyna oraz proboszcz parafii św. Gabriela i dziekan; 2014–2018: proboszcz parafii św. Józefa i dziekan; 2018–2020: proboszcz św. Alberta le Grand oraz diecezjalny kapelan sprawiedliwości i pokoju, a także członek rady kapłańskiej.
29 czerwca 2020 papież Franciszek prekonizował go biskupem pomocniczym Kinszasy ze stolicą tytularną Oescus. Święcenia biskupie otrzymał 10 października 2020 w katedrze Najświętszej Marii Panny. Udzielił mu ich kardynał Fridolin Ambongo, arcybiskup metropolita Kinszasy, w asyście Ettore Balestrero, nuncjusza apostolskiego w Demokratycznej Republice Konga, i Marcela Utembi, arcybiskupa metropolita Kisangani.
11 czerwca 2022 papież Franciszek przeniósł go na urząd biskupa diecezjalnego Tshumbe. Ingres do katedry Najświętszej Marii Panny, w trakcie którego kanonicznie objął urząd, odbył 10 sierpnia 2022.